# Лескурея зігнута
Лескурея зігнута (Lescuraea incurvata) — вид мохів порядку гіпнобрієвих (Hypnales).

## Поширення
Ареал охоплює такі частини світу: Європа, Північна Америка, Азія.